# Kališnik (potok)
Kališnik je gorski potok, ki izvira nad vasjo Dolina v občini Tržič, kjer se kot desni pritok izliva v Tržiško Bistrico.